# Kupara albipeda
Kupara albipeda är en tvåvingeart som beskrevs av Wilhelm Ludwig Rapp 1945. Kupara albipeda ingår i släktet Kupara och familjen fjärilsmyggor. Inga underarter finns listade i Catalogue of Life.